# Falu Fotbollklubb
O Falu Fotbollklubb, ou simplesmente Falu FK, é um clube de futebol da Suécia fundado em  2006. Sua sede fica localizada em Falun.